# Superpuchar Europy UEFA 1988
Mecze o Superpuchar Europy 1988 zostały rozegrane 1 i 8 lutego 1989 roku pomiędzy PSV Eindhoven, zwycięzcą Pucharu Europy Mistrzów Klubowych 1987/1988 oraz KV Mechelen, triumfatorem Pucharu Zdobywców Pucharów 1987/1988. Mechelen zwyciężyło w dwumeczu 3:1, tym samym wygrywając Superpuchar Europy po raz pierwszy w historii klubu.

## Droga do dwumeczu

### KV Mechelen
| Sezon   | Rozgrywki                 | Runda | Przeciwnik       | Dom     | Wyjazd  | Ogólnie |
| ------- | ------------------------- | ----- | ---------------- | ------- | ------- | ------- |
| 1987/88 | Puchar Zdobywców Pucharów | 1R    | Dinamo Bukareszt | 1–0     | 2–0     | 3–0     |
| 1987/88 | Puchar Zdobywców Pucharów | 2R    | St. Mirren       | 0–0     | 2–0     | 2–0     |
| 1987/88 | Puchar Zdobywców Pucharów | 1/4   | Dynama Mińsk     | 1–0     | 1–1     | 2–1     |
| 1987/88 | Puchar Zdobywców Pucharów | 1/2   | Atalanta BC      | 2–1     | 2–1     | 4–2     |
| 1987/88 | Puchar Zdobywców Pucharów | F     | AFC Ajax         | 1–0 (N) | 1–0 (N) | 1–0 (N) |

### PSV Eindhoven
| Sezon   | Rozgrywki     | Runda | Przeciwnik         | Dom             | Wyjazd          | Ogólnie         |
| ------- | ------------- | ----- | ------------------ | --------------- | --------------- | --------------- |
| 1987/88 | Puchar Europy | 1R    | Galatasaray SK     | 3–0             | 2–0             | 5–0             |
| 1987/88 | Puchar Europy | 1/8   | Rapid Wiedeń       | 2–0             | 2–1             | 4–1             |
| 1987/88 | Puchar Europy | 1/4   | Girondins Bordeaux | 0–0             | 1–1             | 1–1, w.         |
| 1987/88 | Puchar Europy | 1/2   | Real Madryt        | 0–0             | 1–1             | 1–1, w.         |
| 1987/88 | Puchar Europy | F     | SL Benfica         | 0–0 (N), k: 6–5 | 0–0 (N), k: 6–5 | 0–0 (N), k: 6–5 |

## Szczegóły meczu

### Pierwszy mecz
Pierwsze spotkanie finału odbyło się 1 lutego 1989 na Achter de Kazerne w Mechelen. Frekwencja na stadionie wyniosła 7 000 widzów. Mecz sędziował Siegfried Kirschen z NRD. Mecz zakończył się zwycięstwem Mechelen 3:0. Bramki dla Mechelen strzelili John Bosman w 16. i 50. minucie oraz Pascal De Wilde w 17. minucie.
| 1 lutego 1989 | KV Mechelen · Bosman 16' 50' · De Wilde 17' | 3:02:0 | PSV Eindhoven | Achter de Kazerne, Mechelen Widzów: 7 000 Sędzia: Siegfried Kirschen |
|               |                                             |        |               |                                                                      |

| Mechelen | PSV Eindhoven |

| MECHELEN   |    |                        |  |     |
|            |    |                        |  |     |
| BR         | 1  | Michel Preud’homme (c) |  |     |
| OB         | 5  | Graeme Rutjes          |  |     |
| OB         | 4  | Bruno Versavel         |  |     |
| OB         | 6  | Wim Hofkens            |  |     |
| OB         | 10 | Paul De Mesmaeker      |  |     |
| PO         | 2  | Koen Sanders           |  |     |
| PO         | 3  | Marc Emmers            |  |     |
| PO         | 7  | Erwin Koeman           |  | 58' |
| PO         | 8  | Pascal De Wilde        |  |     |
| NA         | 9  | John Bosman            |  | 89' |
| NA         | 11 | Piet den Boer          |  |     |
| Rezerwowi: |    |                        |  |     |
| OB         | 12 | Geert Deferm           |  | 58' |
| PO         | 14 | Marc Wilmots           |  | 89' |
| Trener:    |    |                        |  |     |
| Aad de Mos |    |                        |  |     |

| PSV EINDHOVEN |    |                   |     |     |
|               |    |                   |     |     |
| BR            | 1  | Patrick Lodewijks |     |     |
| OB            | 2  | Eric Gerets (c)   |     |     |
| OB            | 4  | Ronald Koeman     |     |     |
| OB            | 3  | Stan Valckx       |     |     |
| OB            | 5  | John Veldman      |     |     |
| PO            | 7  | Berry van Aerle   | 70' |     |
| PO            | 6  | Søren Lerby       |     |     |
| PO            | 8  | Gerald Vanenburg  |     |     |
| NA            | 9  | Romário           |     |     |
| NA            | 10 | Hans Gillhaus     |     |     |
| NA            | 11 | Anton Janssen     |     | 72' |
| Rezerwowi:    |    |                   |     |     |
| NA            | 14 | Juul Ellerman     |     | 72' |
| Trener:       |    |                   |     |     |
| Guus Hiddink  |    |                   |     |     |

### Drugi mecz
Drugie spotkanie finału odbyło się 8 lutego 1989 na Philips Stadion w Eindhoven. Frekwencja na stadionie wyniosła 17 100 widzów. Mecz sędziował Erik Fredriksson ze Szwecji. Mecz zakończył się zwycięstwem PSV 1:0 po bramce Hansa Gillhausa w 78. minucie.
| 8 lutego 1989 | PSV Eindhoven · Gillhaus 78' | 1:00:0 | KV Mechelen | Philips Stadion, Eindhoven Widzów: 17 100 Sędzia: Erik Fredriksson |
|               |                              |        |             |                                                                    |

| PSV Eindhoven | Mechelen |

| PSV EINDHOVEN |    |                   |     |     |
|               |    |                   |     |     |
| BR            | 1  | Patrick Lodewijks |     |     |
| OB            |    | Eric Gerets (c)   |     |     |
| OB            | 4  | Ronald Koeman     |     |     |
| OB            |    | Jozef Chovanec    |     |     |
| OB            |    | Jan Heintze       |     |     |
| PO            |    | Berry van Aerle   |     |     |
| PO            | 6  | Edward Linskens   |     | 66' |
| PO            | 8  | Gerald Vanenburg  | 66' |     |
| NA            | 9  | Romário           |     |     |
| NA            | 10 | Hans Gillhaus     |     |     |
| NA            | 11 | Juul Ellerman     |     |     |
| Rezerwowi:    |    |                   |     |     |
| OB            | 14 | Stan Valckx       |     | 66' |
| Trener:       |    |                   |     |     |
| Guus Hiddink  |    |                   |     |     |

| MECHELEN   |    |                        |     |     |
|            |    |                        |     |     |
| BR         | 1  | Michel Preud’homme (c) |     |     |
| OB         |    | Graeme Rutjes          |     |     |
| OB         |    | Geert Deferm           |     |     |
| OB         |    | Wim Hofkens            |     |     |
| OB         |    | Paul De Mesmaeker      |     |     |
| PO         |    | Koen Sanders           | 12' |     |
| PO         |    | Marc Emmers            |     | 39' |
| PO         |    | Bruno Versavel         |     |     |
| PO         | 8  | Pascal De Wilde        | 38' |     |
| NA         | 9  | John Bosman            |     |     |
| NA         |    | Piet den Boer          |     |     |
| Rezerwowi: |    |                        |     |     |
| PO         | 12 | Erwin Koeman           |     | 39' |
| Trener:    |    |                        |     |     |
| Aad de Mos |    |                        |     |     |

| Superpuchar Europy (1988)  |
| -------------------------- |
| Belgia                     |
| KV Mechelen Pierwszy Tytuł |